# Tambun Arang (Muara Tabir)
Tambun Arang is een bestuurslaag in het regentschap Tebo van de provincie Jambi, Indonesië. Tambun Arang telt 2407 inwoners (volkstelling 2010).